# Larsia indistincta
Larsia indistincta är en tvåvingeart som beskrevs av Beck 1966. Larsia indistincta ingår i släktet Larsia och familjen fjädermyggor. Inga underarter finns listade i Catalogue of Life.